# 叶氏义庄
29°55′57″N 121°37′13″E / 29.932497°N 121.620340°E
叶氏义庄，又名忠孝堂义庄，位于中国浙江省宁波市镇海区庄市街道钟包村叶家，邻近包玉刚故居。叶氏义庄是宁波帮商人“五金大王”叶澄衷之子在清光绪28年（1902年）创建的以私塾为主体的建筑，2017年1月被公布为浙江省文物保护单位。

## 历史
叶氏义庄始建于清光绪28年（1902年），落成于次年，建筑包括粮仓、牛痘局、救火会与叶氏义塾，其位置位于庄市街道叶家村。1904年，叶氏义塾正式开办，在之后的45年内先后更名为叶氏中兴学堂、叶氏中兴学校、叶氏中兴小学，众多宁波帮商人如包玉刚、邵逸夫、赵安中、包玉书等都于此处接受了启蒙教育。中华人民共和国成立后，叶氏义塾停办，而粮仓则被人民政府接管。1987年，包玉刚、包从兴、叶茂彰、赵安中、赵享文等人筹资在其他地點重建中兴中学。2000年12月，叶氏义庄被公布为镇海区文物保护单位。2005年6月，镇海区委、区政府將叶氏义庄列為爱国主义教育基地，並對其修缮，完畢後向市民开放。2007年，经过整修的叶氏义庄被辟为叶氏义庄陈列馆，2016年11月再次修缮后被纳入3A级风景区江南第一学堂。2017年1月，叶氏义庄被公布为浙江省文物保护单位。

## 结构
叶氏义庄整体坐北朝南，占地约2350平方米。是硬山顶砖木结构三合院，由厅堂、东西厢房构成主体，南面围墙设有大门，上书“叶氏义庄”四字，以花草图案作为点缀。建筑均为单层，厅堂面阔三间，进深五柱七檩前廊，东西厢房面阔十二间两弄，进深四柱六檩前廊。现于厅堂内放置叶澄衷塑像一尊，东厢房内则成列叶澄衷史迹。建筑物主体多雕刻。

## 图片

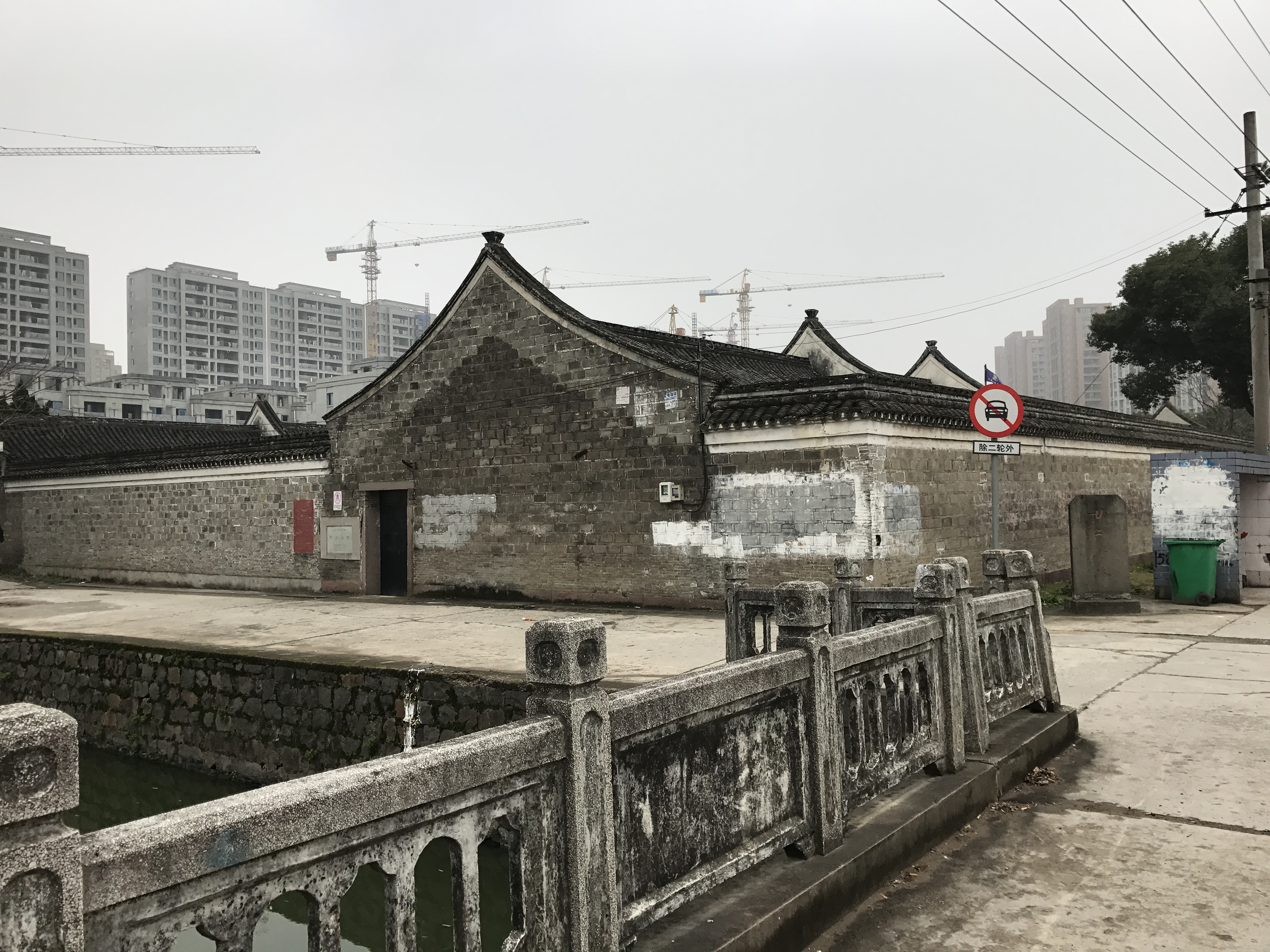
北侧的叶氏义庄围墙
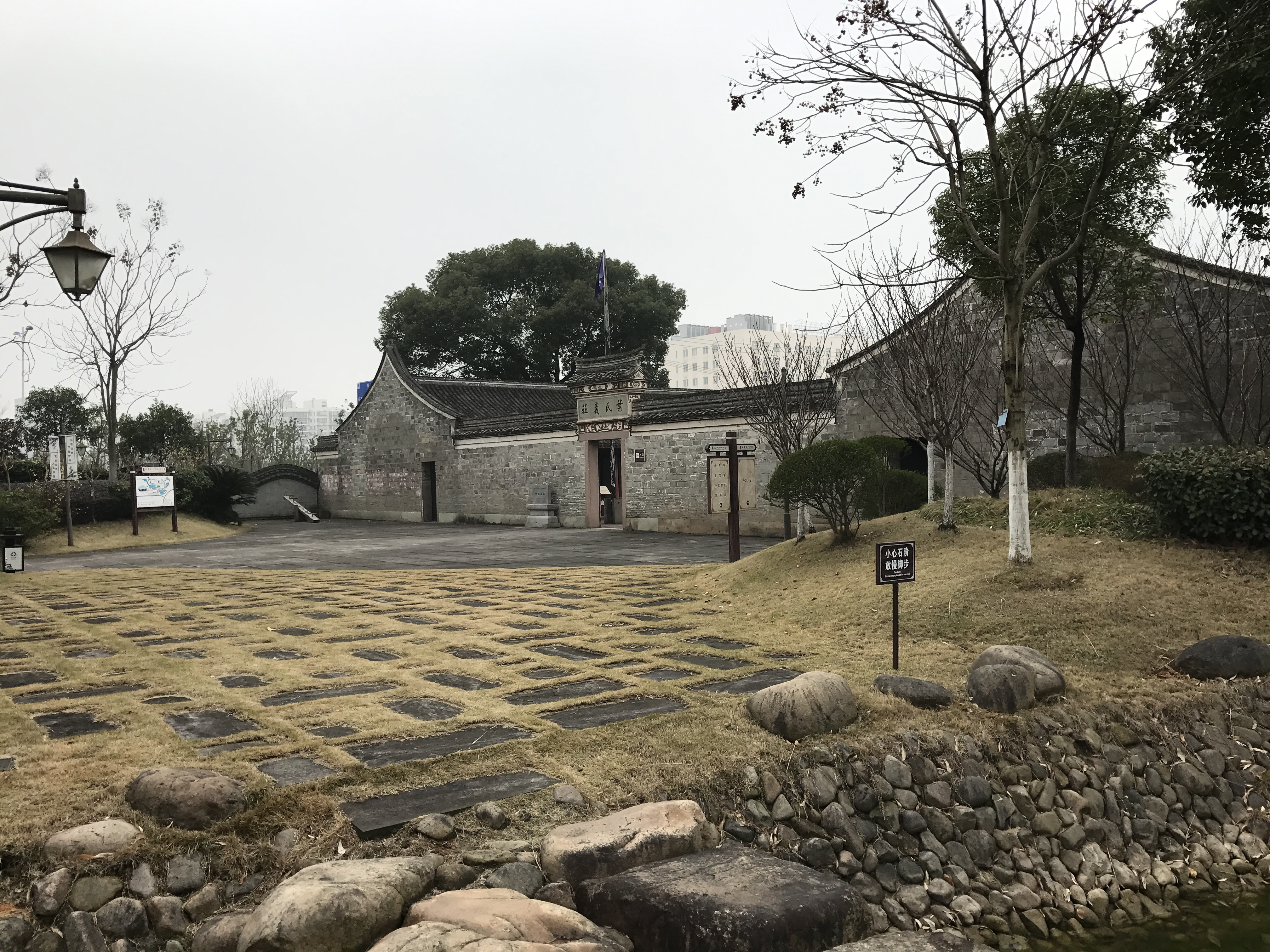
南侧的叶氏义庄围墙（于景区内部）
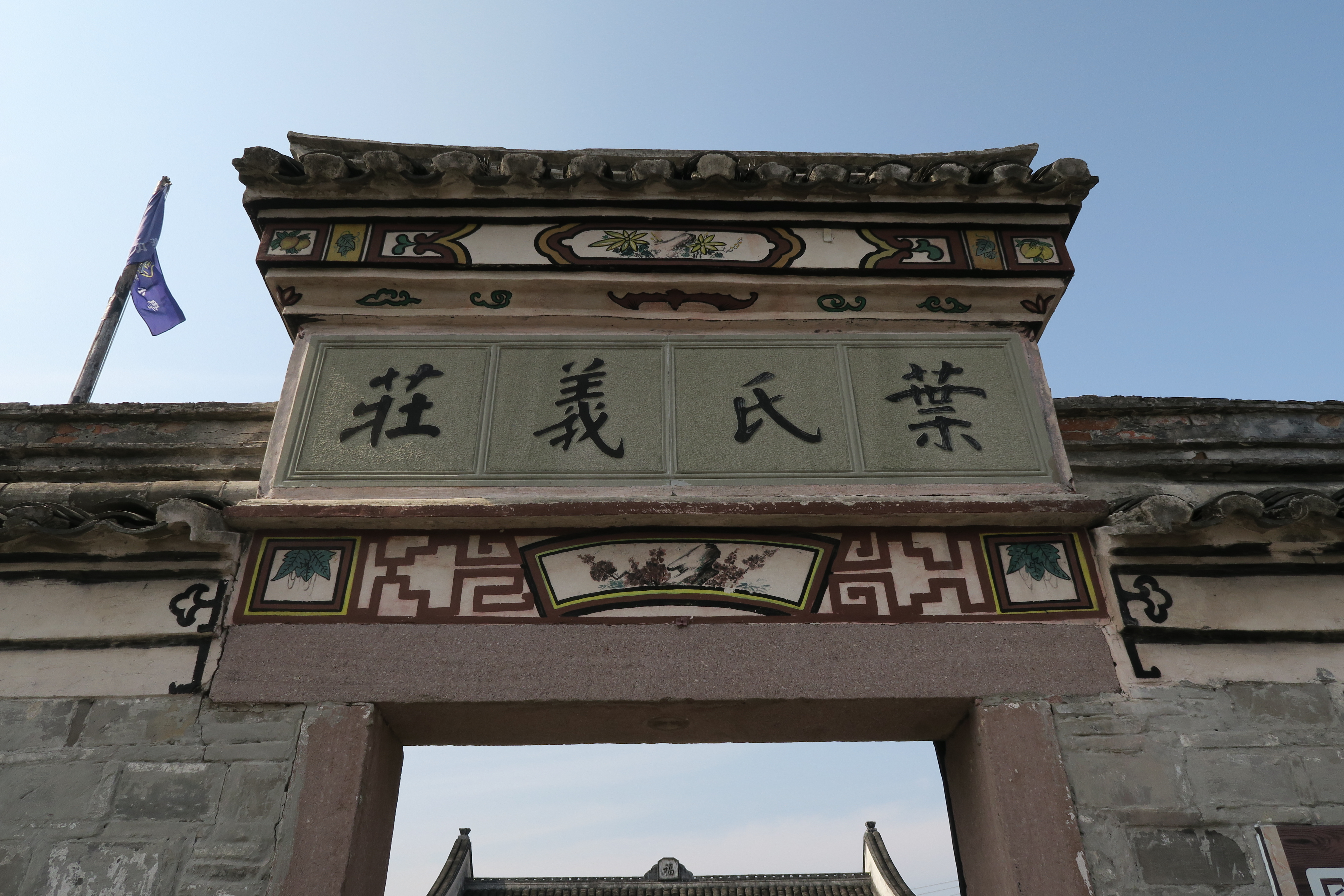
“叶氏义庄”门头
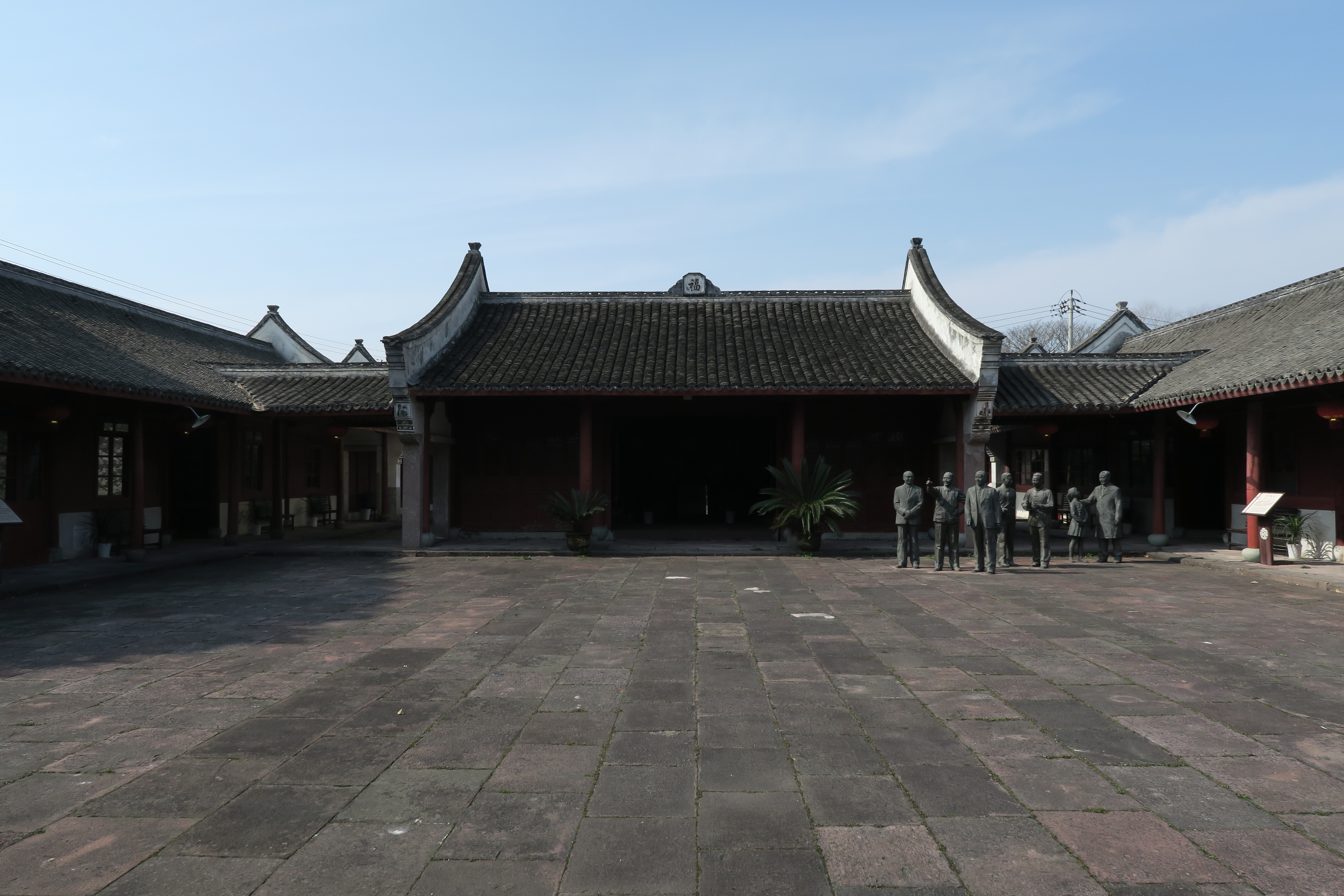
南进厅堂“忠孝堂”和左右厢房
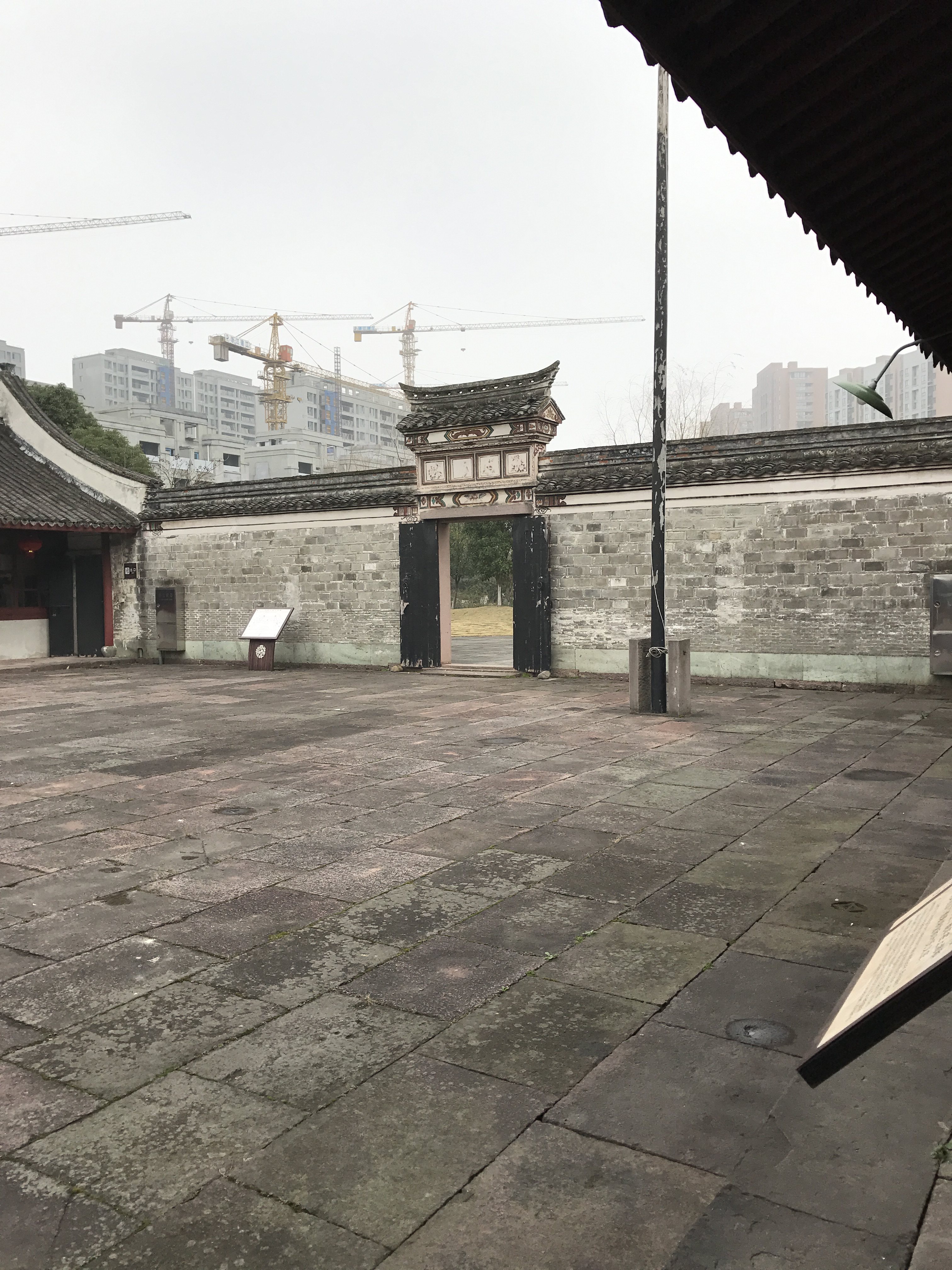
自叶氏义庄西厢房拍摄入口
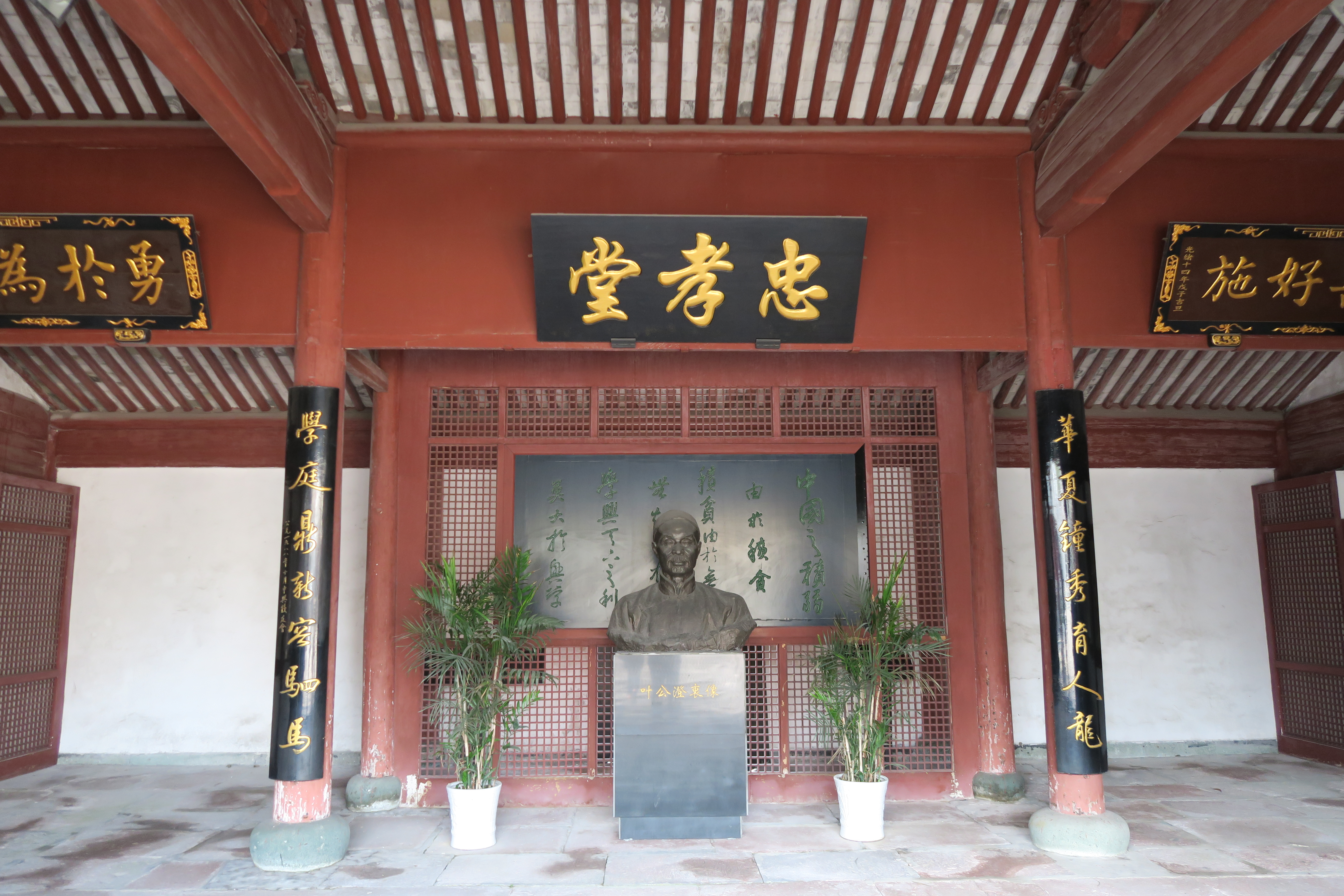
厅堂内部和叶澄衷塑像
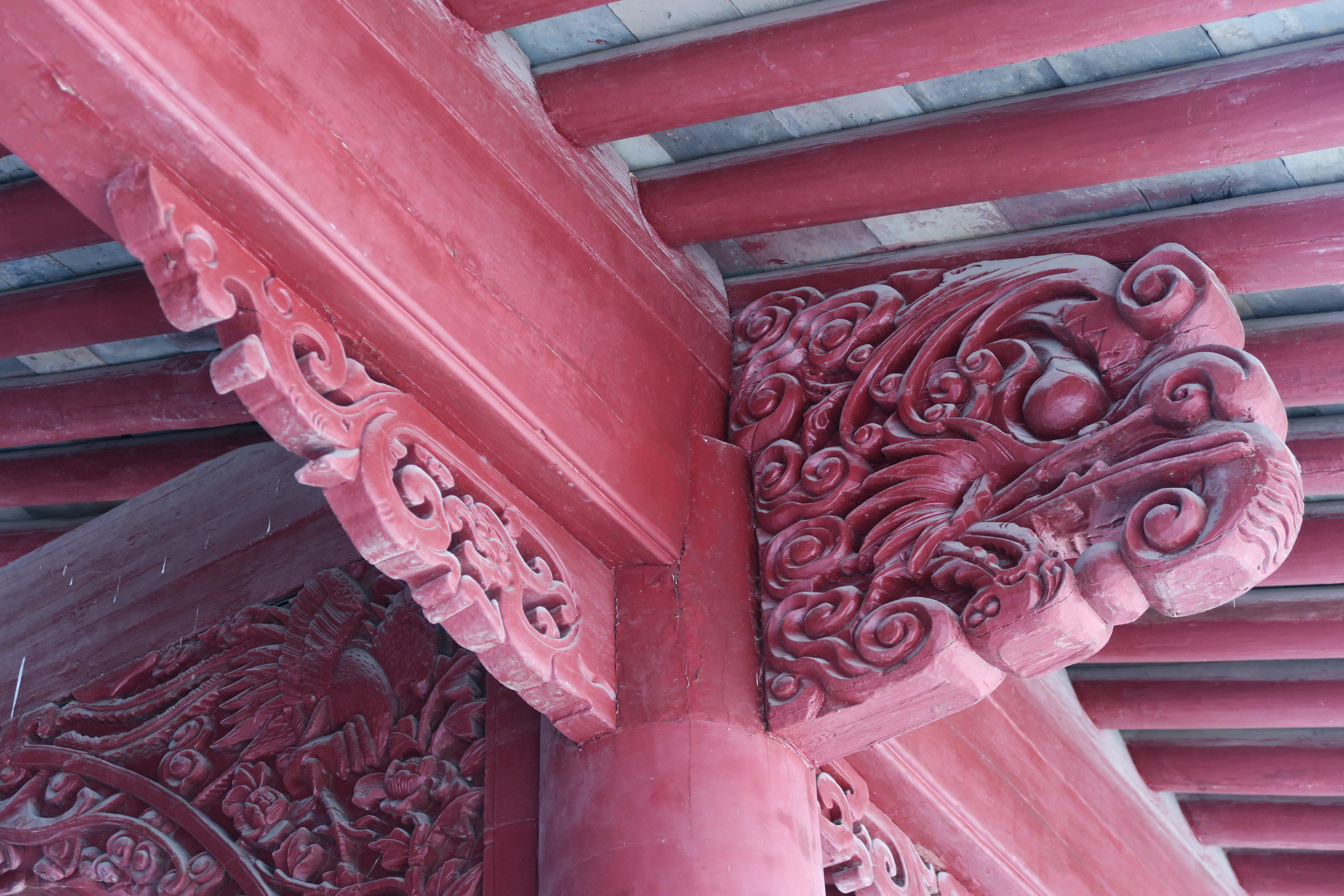
厅堂前檐
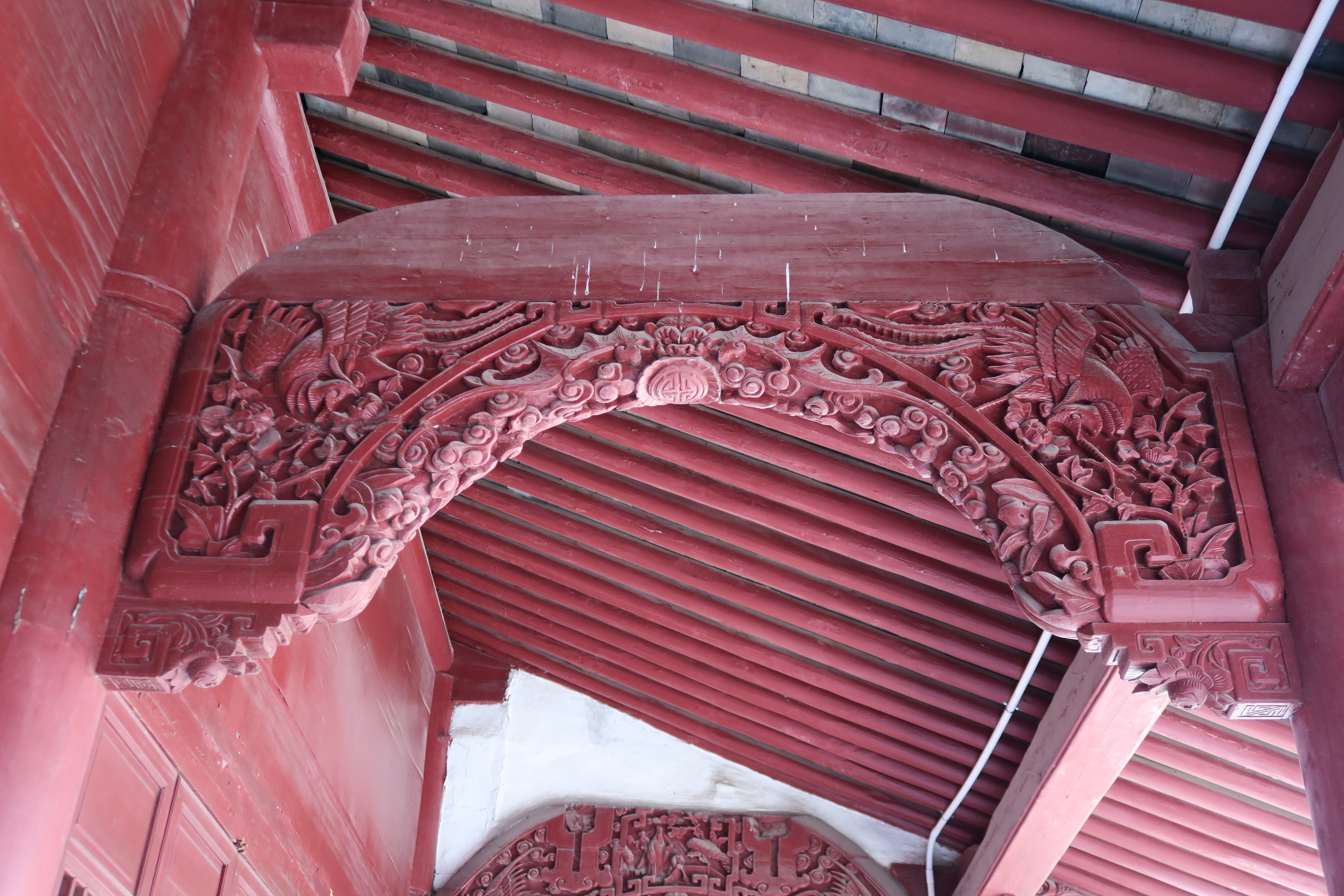
厅堂雕花月梁
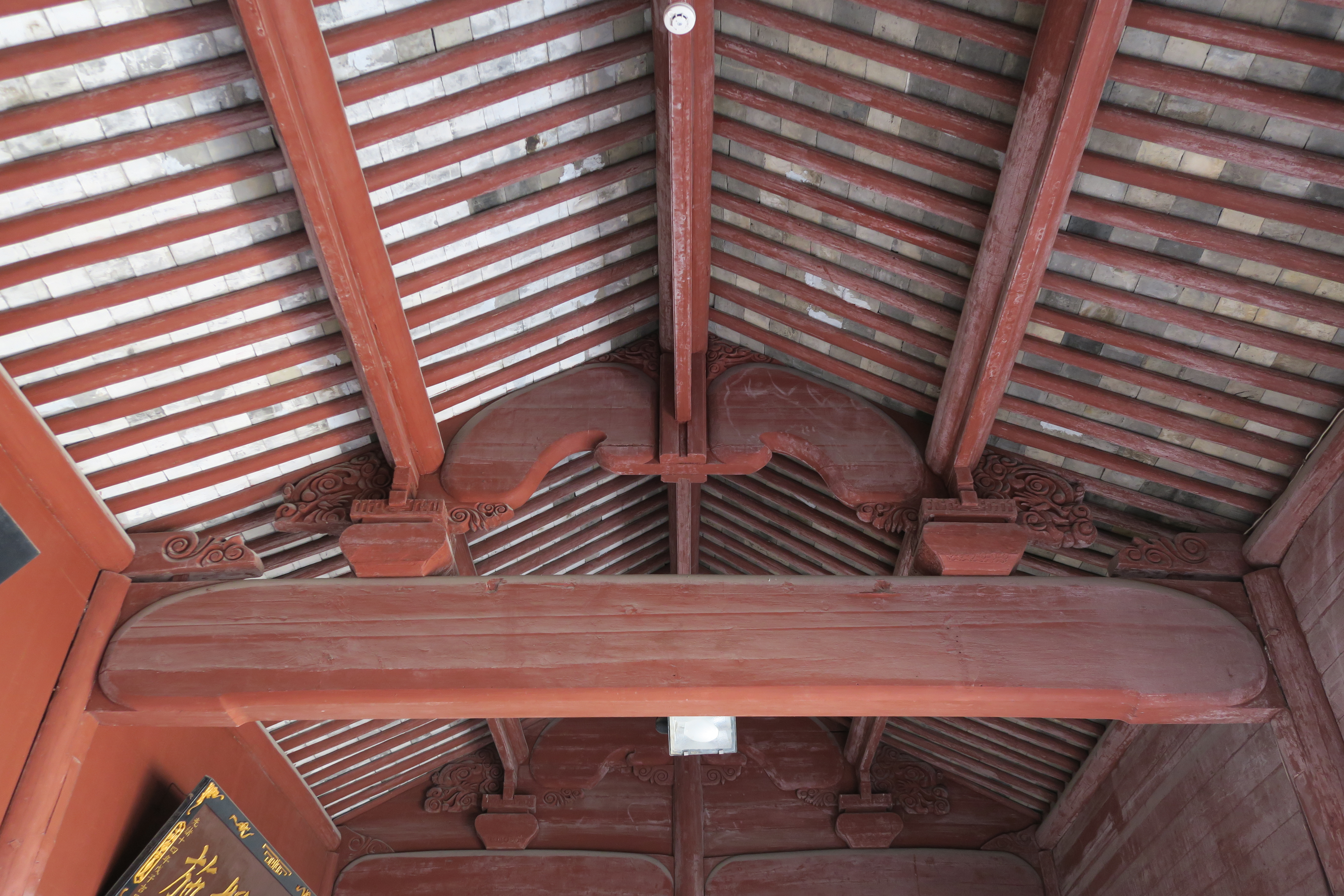
厅堂梁架
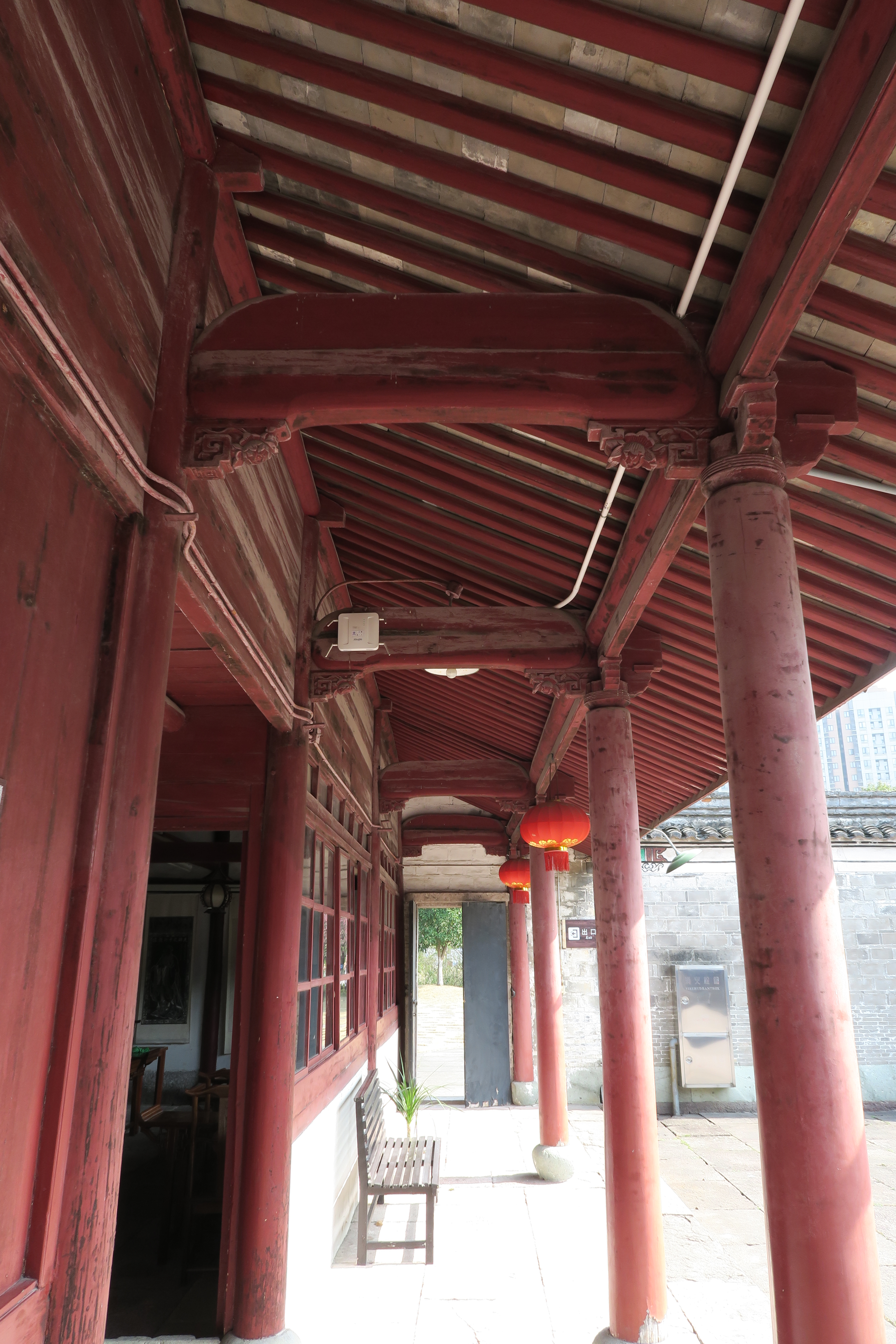
厢房走廊
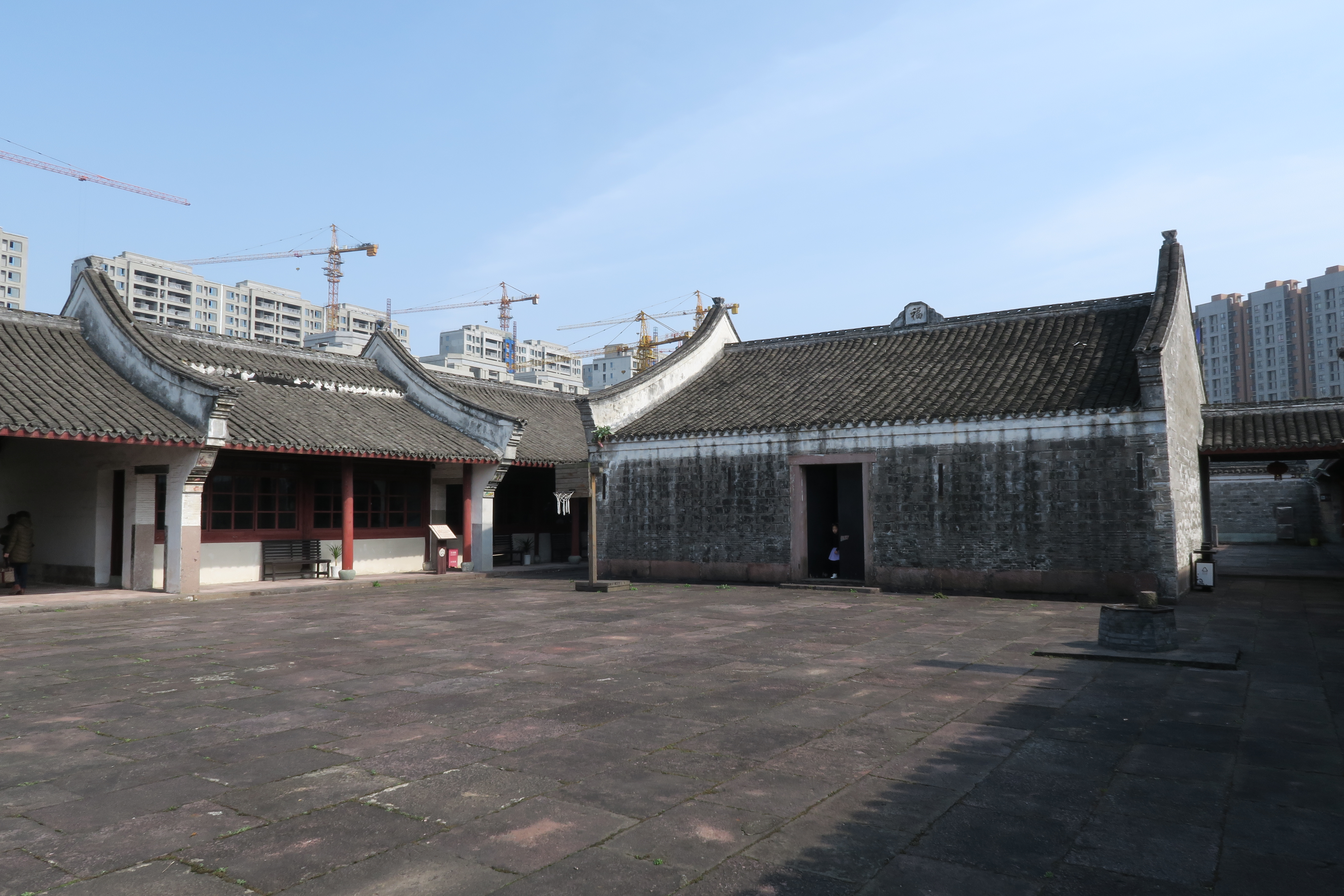
厅堂后部和东厢房
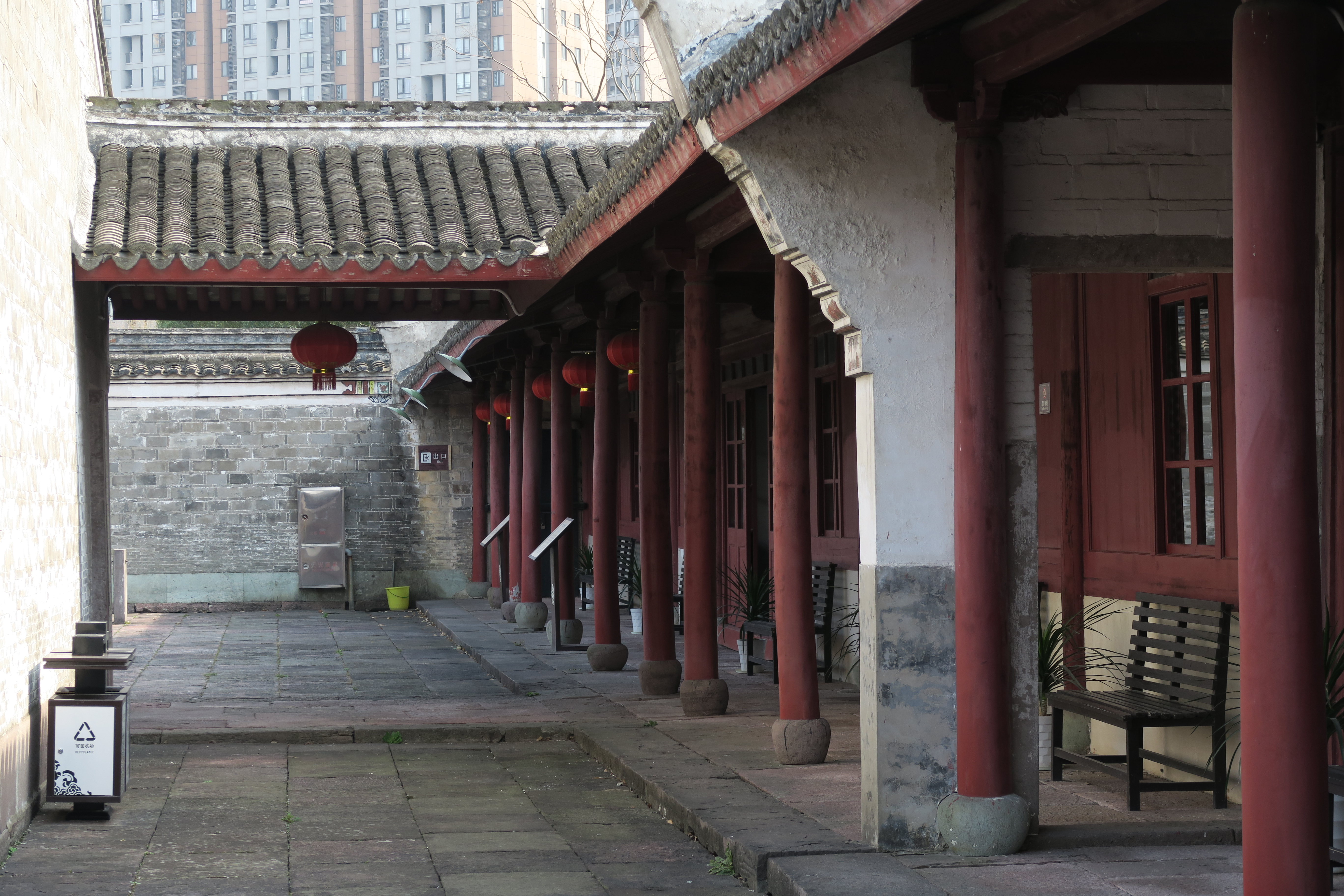
沟通南北两进的通道
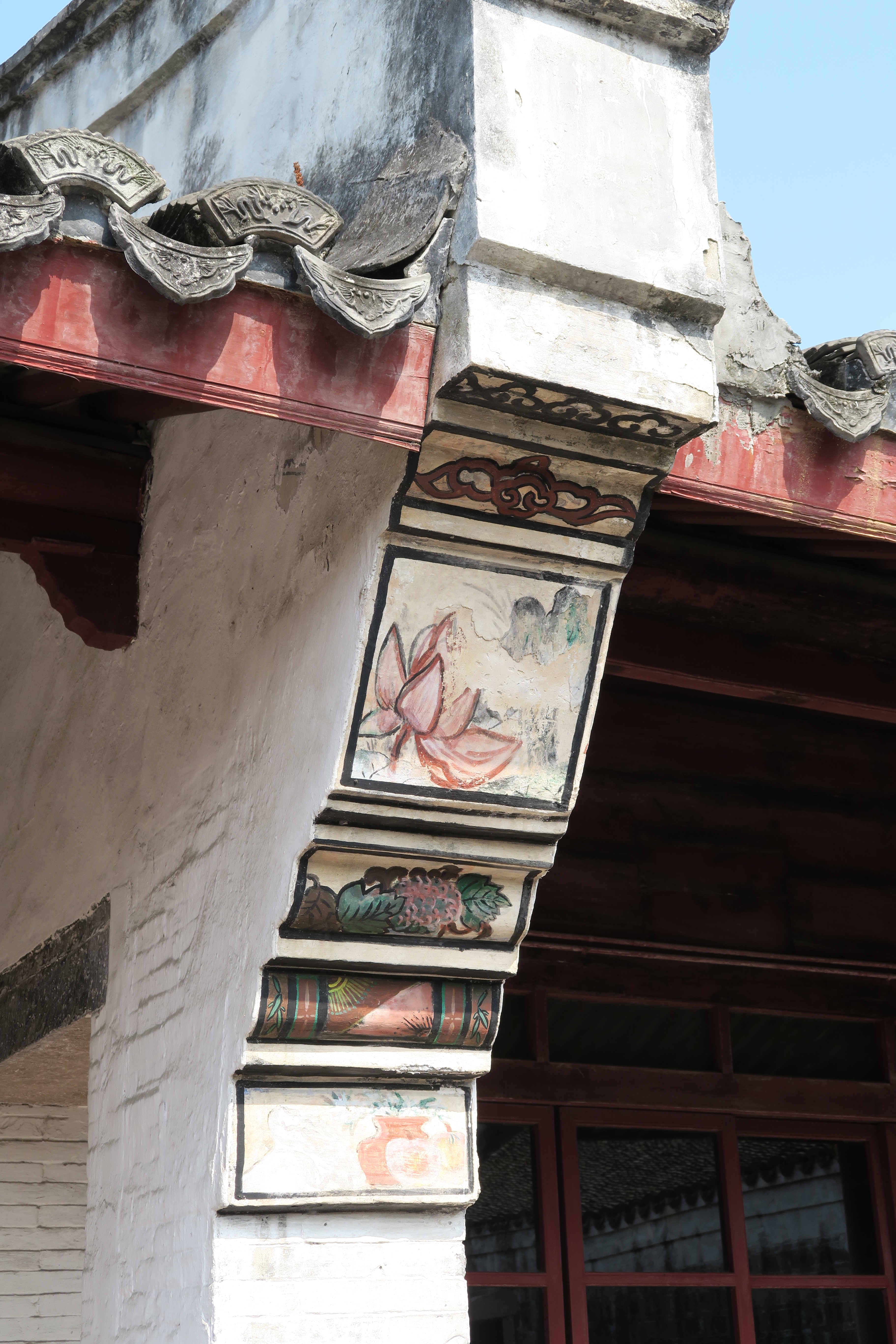
墀头彩绘
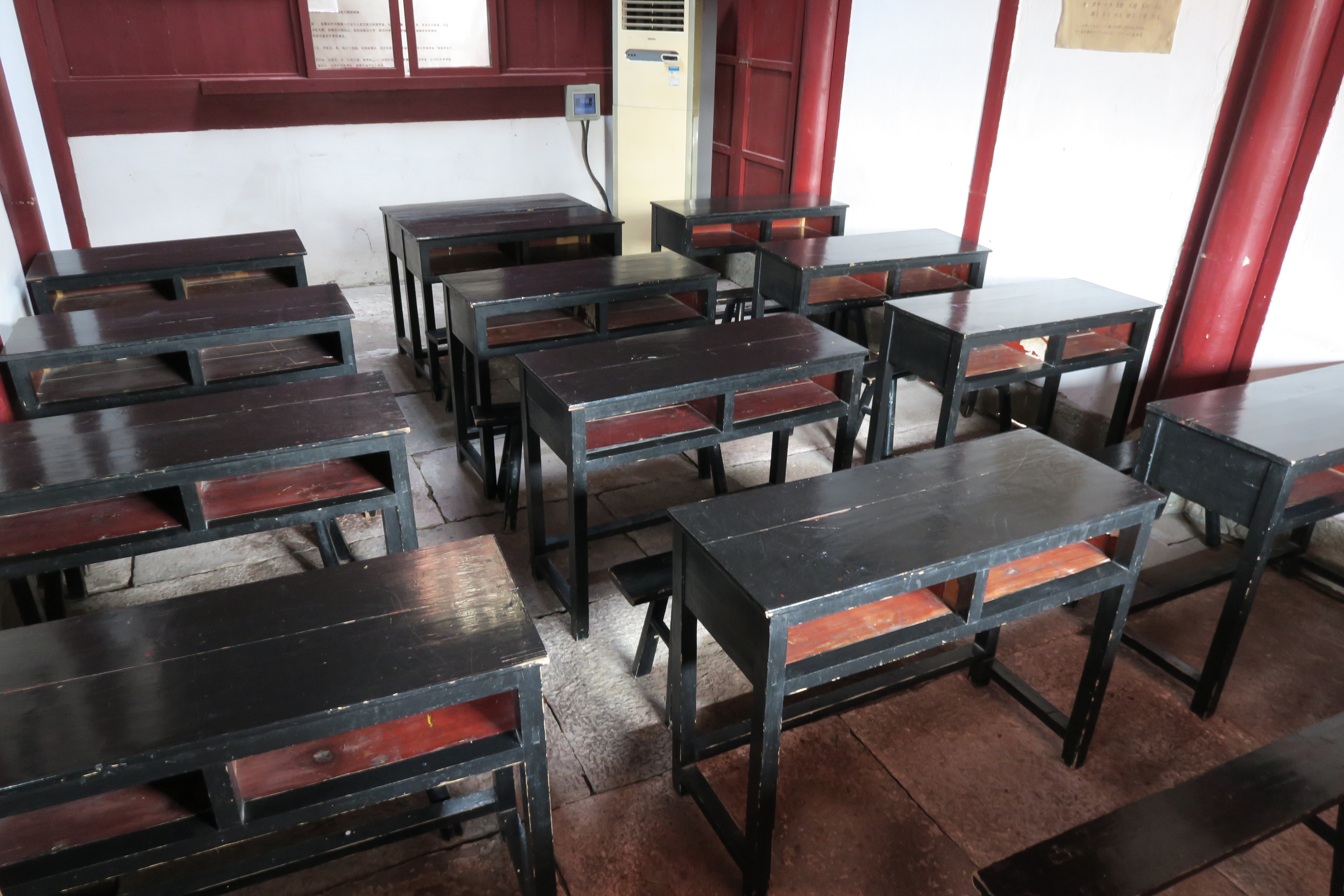
包玉刚、赵安中曾求学的教室
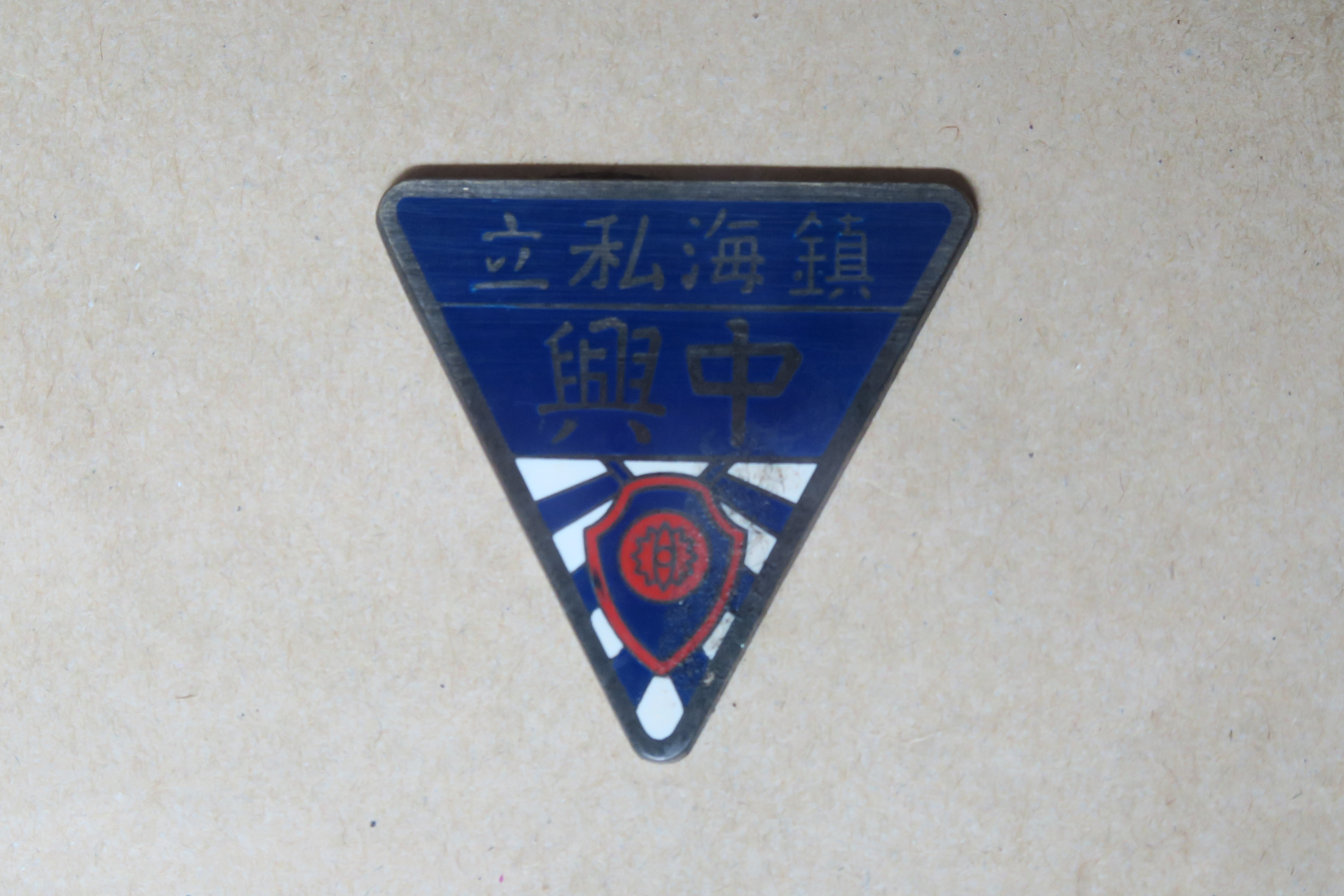
中兴学校校徽
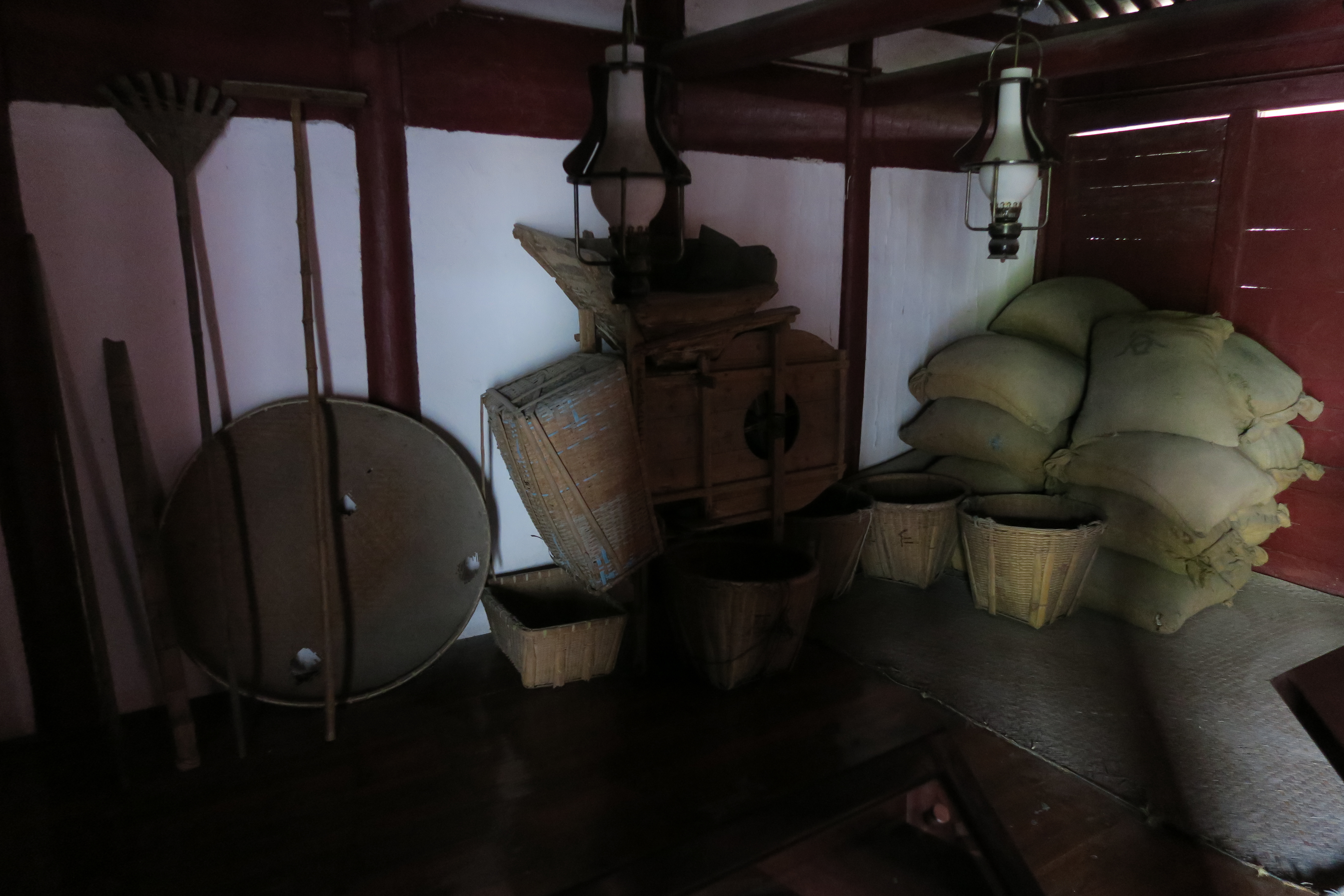
谷仓
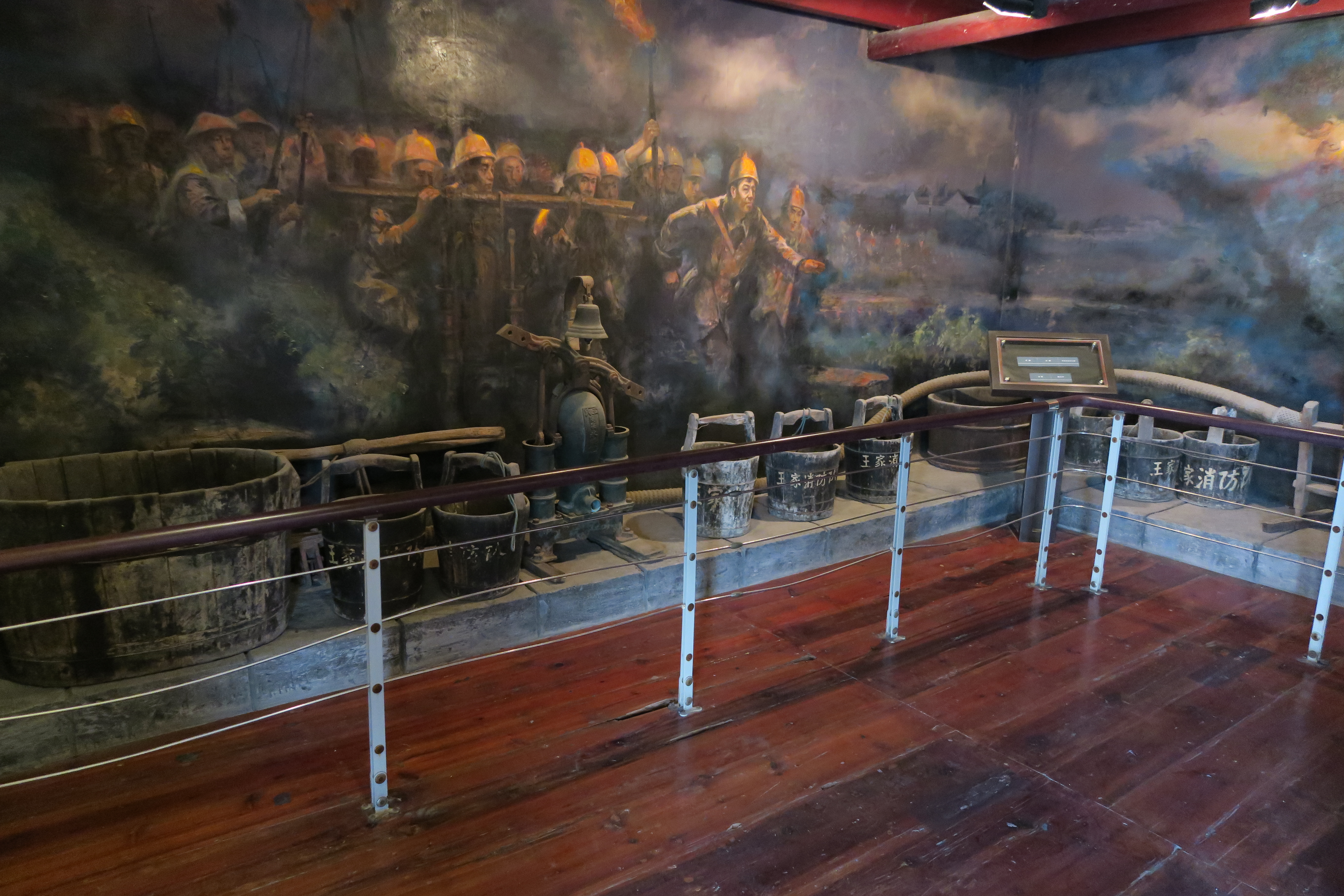
救火设施